# 10749 Musäus
10749 Musäus là một tiểu hành tinh vành đai chính với chu kỳ quỹ đạo là 1362.0438042 ngày (3.73 năm).
Nó được phát hiện ngày 6 tháng 4 năm 1989.